# Olivetta San Michele
Pour les articles homonymes, voir San Michele.
Olivetta San Michele (Auřivéta San Michèe en royasque, Auriveta en occitan) est une commune italienne de moins de 1 000 habitants, située dans la province d'Imperia, dans la région Ligurie, dans le nord-ouest de l'Italie.
C'est la seule commune de Ligurie qui ait demandé le rattachement de la totalité de son territoire à la minorité occitane d'Italie.

## Administration
| Période                                  | Période  | Identité      | Étiquette | Qualité |
| ---------------------------------------- | -------- | ------------- | --------- | ------- |
| 14 juin 2004                             | En cours | Marco Mazzola |           |         |
| Les données manquantes sont à compléter. |          |               |           |         |

### Hameaux
- Hameaux (Frazioni) : Fanghetto, San Michele
- Borgate : Bossarè, Ciantri, Torre

### Communes limitrophes
Airole, Vintimille, Breil-sur-Roya (FR-06), Castellar (FR-06), Sospel (FR-06)

### Évolution démographique
Habitants recensés